# Zsitva Viktor
Zsitva Viktor (Budapest, 1939. július 14. –) magyar jégkorongozó, játékvezető és vegyésztechnikus.

## Karrier
Pályafutását jégkorongozóként a Budapest Törekvés ificsapatában kezdte, majd 1956-ban a megszünő szakosztályt a BVSC vette át, így ott folytatta pályafutását. 1962-től az Újpesti Dózsa jégkorong szakosztályában lépett jégre. A Dózsával ötször nyert országos bajnokságot és ötször szerezte meg a Népköztársaság Kupát. 1964-ben tagja volt az innsbrucki olimpián indult jégkorong válogatottnak. 1959 és 1971 között nyolc Jégkorong Világbajnokságon vett részt, amely során 27 gólt lőtt és 28 gólpasszt adott. Visszavonulása után 1975-től 1990-ig nemzetközi játékvezetőként működött. 1985-ben visszatért a jégre játszani, a másodosztályú Pomáz csapatának tagja volt egészen 1996-ig.
Szakmai pályája során 1957-ben a Petrik Lajos Vegyipari Technikumban vegyésztechnikusi oklevelet szerzett. Az Egyesült Gyógyszergyárban, a MÁV Anyagvizsgáló Laboratóriumban, majd a Korvin Ottó Kórház laboratóriumában dolgozott.